# Makovecz tér
A Makovecz tér Makó belvárosának egyik központi, forgalomtól elzárt tere, amely a Széchenyi tér és a Teleki László utca között található. Névadója a világhírű organikus építész, Makovecz Imre, aki a téren található Termál- és Gyógyfürdő épületegyüttesét tervezte.

## Története
A tér létrejötte összekapcsolódik a makói termálfürdő történetével. 1956-ban történtek az első kútfúrások az akkori Járási Tanácsháza – a régi városháza – udvarán. Először csak ideiglenes medencét építettek, majd 1961-ben hozzáláttak a fürdő építéséhez és pancsolót, ülőpados gyógyvizes termálmedencét, valamint 50 méteres strandmedencét alakítottak ki. Az így létrejött névtelen teret hivatalosan 1960-ban nevezték el az uralkodó ideológiának megfelelően Karl Marx német filozófus-közgazdászról. A rendszerváltás után, 1990-ben a tér új nevet kapott, és ekkortól Marczibányi István mecénás, Csanád vármegye alispánjának emlékét őrizte. A város a következő két évtizedben a fürdőt fokozatosan fejlesztette, majd 2009-ben megkezdődött a korszerűtlenné vált főépület elbontása, hogy a helyére a Makovecz Imre, az organikus építészet kiemelkedő alakja által megtervezett gyógyászati-, élmény- és wellnessközpont épületegyüttese kerülhessen. A Hagymatikum névre keresztelt fürdőkomplexumot 2012 januárjában avatták föl; Makovecz azonban nem érhette meg legnagyobb alapterületű művének elkészültét, mert 2011 szeptemberében elhunyt. A város képviselő-testülete decemberben úgy döntött, hogy a közterületet az építész tiszteletére Makovecz térre kereszteli át, emlékezve arra, hogy a 2000-es évektől kezdődően a város új közintézményeit Makovecz, vagy hozzá szorosan kötődő tanítványai tervezték. A tér a fürdő elkészülte utáni bő fél évben teljesen megújult, díszburkolatot és új utcabútorokat kapott, nagyobb zöldfelületek jöttek létre, a gépjárműforgalmat pedig – a tér lakóit kivéve – kitiltották a közterületről, és sétálóövezetté alakították át. 136 négyzetméteren kiváló akusztikájú, térköves, medencékkel övezett zenepavilon épült.

## Nevezetességek
- Termál- és Gyógyfürdő (Hagymatikum): az élmény-, gyógy- és wellnessrészlegekkel is rendelkező fürdőkomplexum, Makó legjelentősebb turisztikai vonzereje. Az eredetileg főként tisztasági célokat szolgáló strandfürdő helyén ma már egyedülálló organikus épületegyüttes áll, aminek legnagyobb, 2012 januárjában átadott részét Makovecz Imre, a kortárs magyar építészet legismertebb alakja tervezte, míg a 2007-es tanuszoda-komplexum tanítványa, Csernyus Lőrinc munkája.
- Zenepavilon: a szintén Makovecz Imre tervei alapján készült fedett közösségi tér a fürdő főbejáratától jobbra található, koncerteknek, kiállításoknak és más zenés rendezvényeknek biztosít helyet; felavatására 2012 júniusában került sor. A zenepavilont medence övezi, amelyen két fahíd vezet át; kettős kupolájába fából faragott madarat erősítettek.
- Bérpalota: az 1927-ben épült neobarokk, városképi jelentőségű palotának két frontja valamint belső udvara is a Makovecz térre néz.